# قائمة مؤلفات جبرا إبراهيم جبرا
هذه قائمة ببعض مؤلفات الكاتب الفلسطيني جبرا إبراهيم جبرا:

## صراخ في ليل طويل
صراخ في ليل طويل هي إحدى روايات الكاتب الفلسطيني جبرا إبراهيم جبرا وقد كتبها في سنة 1946.

## صيادون في شارع ضيق
رواية للكاتب الفلسطيني جبرا إبراهيم جبرا بالإنجليزية hunters in a narrow street نشرت عام 1960. تناول فيها حياة مهاجر فلسطيني في العراق والعلاقات التي كونها في مدينة تعيش صراعا اجتماعيا وسياسيا قاسيا وحاسما.
تظهر في هذا العمل الكثير من ملامح شخصية جبرا من خلال بطله جميل فران الذي يتقاطع مع سيرة جبرا في العديد من النقاط لذلك عدها الكثيرون رواية سيرة ولكن جبرا أشار إلى انها ليست كذلك.
صور جبرا العديد من الشخصيات العراقية من فئات مختلفة وعبر بشكل نموذجي عن صراع الأجيال والطبقات والسياسة داخل شبكة من الحكايات المترابطة حملت كل عناصر الرواية الكلاسيكية والحديثة فقد حضرت فيها قصص الحب والقتل والخديعة كما ظهرت المواقف الثقافية والسياسية بشكل معلن بتقنيات روائية حديثة.
البطل
استعمل في هذه الرواية صوتا واحدا هو صوت جميل الفلسطيني - في ما عدا فصلين- مكن جبرا من تكوين صورة موضوعية لمجتمع العراق. حمل جبرا بطله العديد من ملامح الخاصة فهو همزة الوصل بين جيلين متصارعين (سلافة وعائلتها) وبين العراقي والدخيل (برايان الإنجليزي وشباب الجامعة) وهو ملجأ لكل شخصيات الرواية من عدنان الشاعر إلى سلمى الهاربة من سلطة زوجها كما أنه غيب عن قصد ذاكرة البطل الآتي من فلسطين فهو صورة من جيل الشتات الفلسطيني الأول.
الإطار العام
تميز الإطار المكاني في الرواية بالتدقيق إذ ذكرت أسماء الشوارع والفنادق والملاهي في حين غاب تماما أي تفصيل عن الإطار الزماني. انتقل الراوي بين أمكنة متناقصة اجتماعية فمن الفنادق سيئة السمعة والمواخير إلى قصور العائلات العريقة.قد يكون الشارع الضيق المشار اليه في العنوان هو شارع الرشيد الذي احتل مساحة واسعة من الرواية اما الصيادون فهم شخصيات الرواية المتهافتة (عدنان - حسين - سلمى - سلافة - توفيق - عماد) تحت ضغط من المناخ الاجتماعي السائد في بغداد المدينة الممزقة بين الحضارة والبداوة وبين التقاليد والحداثة وبين الأصيل والدخيل.
قال عنها الناقد محمد عصفور:«انها سيرة شخص غريب في المدينة أو سيرة مدينة غريبة عن شخوصها قاسية عليهم.»

## شارع الأميرات
شارع الأميرات، فصل من فصول سيرة ذاتية هي سيرة روائية للكاتب والرسام والناقد التشكيلي الفلسطيني جبرا إبراهيم جبرا صدرت عن دار الآدب سنة2007. تقع الرواية في 273 صفحة.
كتاب "شارع الأميرات" لجُبرا إبراهيم جبرا هو مجموعة من فصول السيرة الذاتية التي تعكس تجربة الكاتب الحياتية والثقافية في العراق. يوثق الكتاب الحياة البغدادية في منتصف القرن العشرين، متناولاً شخصيات بارزة، وتطورات اجتماعية وثقافية، وأحداثاً تاريخية مؤثرة. يبرز جبرا تأملاته عن البيئة، الفن، والإنسان، مما يجعل الكتاب شهادة عن زمنه. 

## السفينة
«السفينة» رواية للكاتب الفلسطيني جبرا إبراهيم جبرا نشرت عام 1970 وقد كتبها بالعربية. تعتبر السفينة أكثر روايات جبرا فلسطينية إذ انها تتناول بالدرس جيلا من فلسطينيي الشتات معتمدة على ذاكرة ابطالها لتصوير ملامح هذه الشخصية لعالمية الجديدة.
ينحصر الإطار المكاني في سفينة اين تتشكل مجموعة من العلاقات المعقدة بين الشخصيات ويبقى الإطار الزماني غير محدد كما هو الحال في أغلب روايات جبرا إبراهيم جبرا. بعد رواية «صيادون في شارع ضيق» (1960) التصق جبرا إبراهيم جبرا أكثر بفلسطين وخاصة بعالم الرواية العربية فهي رواية مؤسسة لحداثة روائية عربية سوف تتركز بصفة أوضح في أعماله المقبلة أهمها «البحث عن وليد مسعود» 1978

## البحث عن وليد مسعود
البحث عن وليد مسعود هي رواية للكاتب الفلسطيني جبرا إبراهيم جبرا، نشرت أول مرة عام 1978. صنفت في الرتبة الثانية في قائمة أفضل مئة رواية عربية.

## عالم بلا خرائط
عمل روائي جمع رمزين من رموز الكتابة الروائية العربية الحديثة هما عبد الرحمن المنيف وجبرا إبراهيم جبرا حيث تظافرت تجربتهما ومواهبهما لترسم عالما روائيا متخيلا بالكامل ولكنه كان عالما ثريا وفريدا مشحونا بإسقاطات سياسية وفنية تجعله في قلب العصر.
تقع أحداث الرواية في مدينة خيالية (عمورية التي ظهر اسمها من قبل في رواية الآن.. هنا شرق المتوسط مرة أخرى) التي هي مزيج من عواصم عربية مختلفة وواقعة تحت نفس ظروفها الاجتماعية والسياسية والملاحظ أن عمورية تشابه الأطر المكانية التي عالجها سواء منيف أو جبرا في أعمال سابقة من حيث العلاقة الصدامية بينها وبين أبطالها وخضوعها لصراع عنيف بين ماضيها وحاضرها وبين هويتها والمد الثقافي الغربي.
تدور جميع الأحداث حول شخصية الراوي علاء الدين نجيب الأستاذ الجامعي المتخرج من كليات الغرب المتمرد والمتذبذب المشدود إلى ماضي عائلته العجائبي أين يلتقي التاريخ بالأسطورة بالدين وحوله ترتسم شبكة من العلاقات التي ستكون تربة للجريمة وقصص الحب الجنونية والصدام السياسي. يمثل حادث اغتيال نجوى العامري - عشيقة علاء - محور الرواية والحدث الذي أتاح للراوي (وهو المتهم الرئيسي الذي لم تثبت ادانته) أن يكتشف هشاشة عالمه الذي يعيش فيه ويعرف موقعه منه. تنتهي الرواية دون اكتشاف الجاني الحقيقي إذ أن تراكم الغموض والتفاصيل حول سيرة كل من علاء أو نجوى أو زوجها خلدون جعلت المحققين يغرقون في ضبابية هذا الوضع الذي هو وضع عمورية بأسرها.
اتسمت الرواية بتركيز لغوي شديد إذ اقترب نص الرواية من الشعرية ولكنه لم يضع خيط الأحداث ورسم الشخصيات بكل دقة وموضوعية واحتفظ للقارئ بمتعة التشويق والاثارة عبر حكايات متلاحقة مستعصية التأويل ومن خلال رؤية البطل الذي كان ككل أبطال منيف أو جبرا السابقين مثقفا عربيا متوترا مقيدا بعلاقاته وواعيا بحدة وقسوة لمصير وطنه.

## يوميات سراب عفان
يوميات سراب عفان رواية لجبرا إبراهيم جبرا موضوعها علاقة حب غريبة بين الكاتب نائل عمران وقارئة رواياته سراب عفان الذين يتقاسمان دور الراوي في فصول الرواية الاربع وغالبا ما تتداخل الأحداث بين خيالات سراب وتوقعاتها وما تحياه في فضاءها المعيش وأحيانا ما تحياه من خلال شخصيات رواية نائل عمران «الدخول في المرايا» التي مثل تفاعلها بقارئيها من شخصيات الرواية موضوعا فرعيا ثريا داخل الرواية. إذا كان الحب حاضرا في جميع روايات جبرا فانه في «يوميات سراب عفان» هو الموضوع الرئيسي ويكاد يكون المطلق، الحب الكامل روحياً وجسدياً مصحوباً بأبعاده الاجتماعية والاقتصادية والسياسية وبأسراره وتهويماته. العلاقة بين البطلين علاقة مخطط لها من سراب التي تلبس العديد من الشخصيات الحقيقة داخل الرواية لتصل إلى نائل عمران الذي يجد نفسه في موقف رد الفعل بنفس الطاقة الشعورية ويصر كلاهما أن يكون هذا الحب متوتراً وعنيفاً ويكون أيضاً خالياً من عقد الحب العادي.
شخصية سراب عفان هي أكثف الشخصيات النسائية التي أبدعها جبرا هي صورة لامرأة عربية تريد الخروج من قمقمها والانفتاح على الحياة عبر تجربة عاطفية عجائبية ولاحقا عبر العمل الفدائي وتستمد فرادتها من تحويلها أوهامها إلى حقيقة يعترف بها الأخرون ويفرضونها عليها يقول عنها نائل حين تهجره لتنضم إلى العمل الفدائي أنها لا تكاد تحيا إلا من خلال شخصية درامية تتلبسها، ركز جبرا في هذا العمل على الناحية الجمالية حيث كانت اللغة شاعرية دقيقة ومكتظة وكانت الأطر المكانية والزمانية ضبابية ككل أعماله السابقة.

## روابط خارجية
- آراء القراء على موقع أبجد حول رواية السفينة
- صفحة كتاب عالم بلا خرائط على  موقع أبجد